# Gräberfeld von Amlasch
Koordinaten: 37° 5′ 51″ N, 50° 11′ 1″ O
Das eisenzeitliche Gräberfeld von Amlasch liegt in der iranischen Provinz Gilan, im Bergland südlich des Kaspischen Meeres. Die Grabbeigaben aus dem späten 2. Jahrtausend v. Chr. bestanden aus Figurinen, hohen Gold- und Silbergefäßen, Schmuck und Waffen. Die zoomorphen Tongefäße vom Rhytontyp sind Libationsgefäße. Einer der in Amlasch geborgenen Funde ist ein Rhyton in Stiergestalt. Die Rindergattung lässt sich nicht identifizieren, eventuell handelt es sich um eine Zebudarstellung. Die Formen zeugen von einer wenig erforschten Kultur, die sowohl Verbindungen mit der Steppenkunst des Nordens als auch mit der von Luristan im Süden aufweist. 
Die Funde wurden durch Raubgräber geborgen und gemeinsam mit Fälschungen auf den Antiquitätenmarkt gebracht. An der benachbarten Fundstätte Marlik Tepe durchgeführte systematische Ausgrabungen eines ähnlichen Gräberfeldes ermöglichten, die Datierung und Einordnung der Funde.